# Rutas Nacionales de Bolivia
Las Rutas Nacionales de Bolivia son el conjunto de vías principales de Bolivia, son propiedad del Estado y forman la Red Vial Fundamental del país. 

## Características
A noviembre de 2010 la red estaba formada por 69.820 km de carreteras, con las siguientes características:
| Asfaltadas                                                         | Autopistas | Autovías | Ripiadas | Tierra |
| ------------------------------------------------------------------ | ---------- | -------- | -------- | ------ |
| 34%mas un 16% en construcción actualmente de ripio y tierra.</ref> | 11 km      | 590 km   | 46%      | 4%     |

Son un total de 45 Rutas Fundamentales (a 2009) numeradas del 1-99 con la nomenclatura oficial F-?? aunque señaladas en carretera por un disco informativo,(en el que se señala en letras mayúsculas BOLIVIA , debajo en número de la ruta) y estas adquieren un número en orden de la entrega final de su construcción.

## Red Vial Fundamental
Algunos tramos de muy pocas carreteras han sido desdobladas convirtiéndose en autovías o en el caso de la Autopista La Paz-El Alto que actualmente forma parte de la ruta F-3 ya que antes la unión entre La Paz y El Alto y por tanto el tramo de la ruta F-3 era la Avenida de las Naciones Unidas.

### Itinerarios de las Rutas
| Identificador | Nombre  | Itinerario |
| ------------- | ------- | --- |
|               | Ruta 1  | Frontera Perú, Desaguadero - Guaqui - Laja (F-42) - El Alto (F-2, F-3, F-19) - Patacamaya (F-4) - Caracollo (F-44, F-4) - Oruro (F-31, F-12) - Machacamarca (F-6) Challapata (F-30) - Potosí (F-5) - Cuchu Ingenio (F-14) - Las Carreras (F-20) - Tarija - Cruce Panamericano (F-11) - Padcaya (F-28) - Bermejo (F-33), Frontera Argentina |
|               | Ruta 2  | Copacabana-El Alto |
|               | Ruta 3  | La Paz-Coroico-Caranavi-San Ignacio de Moxos-Trinidad |
|               | Ruta 4  | Tambo Quemado-Patacamaya-Caracollo-Sipe Sipe-Área Metropolitana de Cochabamba-Villa Tunari-San Juan de Yapacaní-Área metropolitana de Santa Cruz de la Sierra-San José de Chiquitos-Puerto Suárez |
|               | Ruta 5  | La Palizada-Saipina-Aiquile-Sucre-Yotala-Betanzos-Potosí-Uyuni- Hito Fronterizo 60. |
|               | Ruta 6  | Hito Villazón-Boyuibe-Camiri-Monteagudo-Yamparáez-Sucre-Ocurí-Uncía-Llallagua-Siglo XX-Machacamarca |
|               | Ruta 7  | Cochabamba-Comarapa-Angostura-La Guardia-Intersección Ruta 9. |
|               | Ruta 8  | Guayaramerín-Riberalta-Reyes-Yucumo |
|               | Ruta 9  | Yacuiba-Villamontes-Boyuibe-Santa Cruz de la Sierra-Cotoca-Trinidad-San Javier -San Ramón-Guayaramerín |
|               | Ruta 10 | San Matías-San Ignacio de Velasco-Concepción (Santa Cruz)-San Javier (Santa Cruz)-Mineros-Colonia Piraí |
|               | Ruta 11 | Cr. Panamericano - Junacas - Entre Ríos - Palos Blancos - Villamontes - Ibibobo - Cañada Oruro |
|               | Ruta 12 | Pisiga - Sabaya - Huachacalla - Ancaravi - Toledo - Oruro - Caihuasi |
|               | Ruta 13 | Cobija - Porvenir - Santa Elena - Puerto Rico - El Limón - Conquista - El Sena - Peña Amarilla - El Choro |
|               | Ruta 14 | Villazón - Cruce Mojo - Yuruma - Tupiza - Hornillos - Cotagaita - Tumusla - Vitichi - Inicio Pavimento - Cuchu Ingenio |
|               | Ruta 15 | Ivirgarzama - Puerto Villarroel |
|               | Ruta 16 | Huarina - Achacachi - Ancoraimes - Carabuco - Escoma - Pumazani - Charazani - Apolo - Ixiamas - Alto Madidi - Chive - San Silvestre - Ixiamas - Tumupasa - San Buenaventura |
|               | Ruta 17 | San Ignacio de Velasco - San Miguel - San Rafael |
|               | Ruta 18 | Cruce Ruta 13 - Nareuda - Extrema |
|               | Ruta 19 | El Alto - Viacha - Caquiaviri - Achiri - Berenguela - Charaña |
|               | Ruta 20 | Mochara - Las Carreras |